# Cloudtank
Cloudtank ist ein Experimentalfilm des Künstlers Rainer Eisch aus dem Jahr 2009. Der Film wurde inspiriert durch einen Spezialeffekt, bei dem mittels Flüssigkeiten künstliche Wolken erzeugt werden.

## Handlung / Synopsis
Die Filmgeschichte kennt eine Menge an Tricks und Modellbauten, um Realität nachzubilden. Elementarkräfte realistisch zu simulieren, nimmt hierbei eine besondere Stellung ein und stellt eine besondere Herausforderung dar. Bei fast allen Spezialeffekten geht es darum, Realität möglichst naturgetreu zu simulieren, um damit die narrative Geschichte zu unterstützen oder zu begleiten. In Cloudtank wird weder eine narrative Geschichte erzählt, noch versucht, Realität vorzugaukeln. Mit einem Spezialeffekt, der künstlich Wolken simuliert, zeigt der Film die Idee von Wolken und gibt dem Betrachter die Möglichkeit, das Gesehene mit seiner eigenen Bildsprache zu verbinden und somit die eigene Geschichte zu erzeugen. Cloudtank ist ein kurzer Film über die Entstehung von Illusionen und deren Auflösung. Ein Film, der mittels Wolken gesehene und gedachte Bilder aus dem Gedächtnis abruft und uns das Vergnügen der Illusion genießen lässt. Wann glauben wir, was wir sehen, oder wann wollen wir glauben, was wir sehen?

## Ausstellungen (Installations Version)
- 2010: Ausstellung Augentäuschung. Special Effects in der Gegenwartskunst, Kunsthalle Wilhelmshaven
- 2010: Ausstellung „Klasse, Institut, Werkstatt“, KAI 10 Raum für Kunst / Arthena Foundation, Düsseldorf
- 2019: Ludwig Forum, Aachen[1]

## Aufführungen
- 2011: Byron Bay Film Festival 2011
- 2011: fullframe Film Festival 2011, Wien